# Montedinove
Montedinove – miejscowość i gmina we Włoszech, w regionie Marche, w prowincji Ascoli Piceno.
Według danych na styczeń 2009 gminę zamieszkiwało 551 osób przy gęstości zaludnienia 46,3 os./1 km².

## Położenie
Montedinove położone jest na wzgórzu, na wysokości 561 m n.p.m. między dolinami rzek Aso i Tesino, u stóp góry Monte Ascensione. Miejscowość należy do Comunità montana dei Sibillini.